# Worcestershire
Le Worcestershire /ˈwʊs.tə.ʃə(ɹ)/, abrégé en Worcs, est un comté non métropolitain situé dans l'Ouest de l'Angleterre. Il est bordé au nord-ouest par le Shropshire, à l'ouest par le Herefordshire, au sud par le Gloucestershire, à l'est par le Warwickshire, au nord-est par les Midlands de l'Ouest et au nord par le Staffordshire.

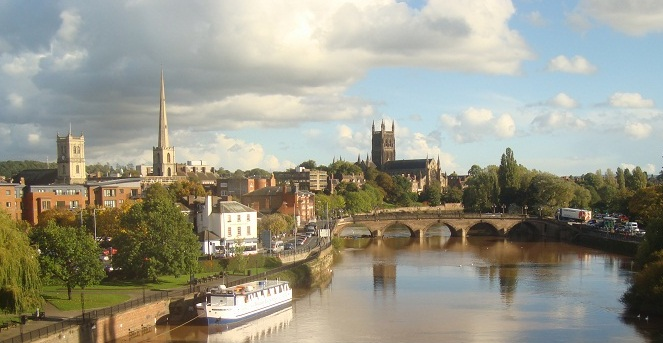
Rivière Severn, centre de Worcester.

Son chef-lieu est la ville de Worcester. Les autres grandes villes sont Redditch, Bromsgrove, Stourport-on-Severn, Droitwich, Evesham, Kidderminster et Malvern. La grande conurbation des Midlands de l'Ouest s'étend sur le nord-est du comté.
L'ouest du comté est dominé par le massif des Malvern Hills, autour de la ville thermale de Malvern, tandis que les Cotswolds dominent au sud. Les principaux cours d'eau sont la Severn et l'Avon.

## Histoire
L'existence du Worcestershire comme subdivision administrative du royaume d'Angleterre est antérieure à la conquête normande.
Le Worcestershire fusionne avec le Herefordshire en 1974 pour former le comté de Hereford and Worcester. Les deux comtés sont de nouveau séparés en 1998, la ligne de crête des Malvern Hills constituant leur frontière commune.

## Subdivisions

Carte des subdivisions du Worcestershire.

Le Worcestershire est subdivisé en six districts :
| No | Nom           | Chef-lieu           | Superficie (km2) | Population (est. 2011) |
| -- | ------------- | ------------------- | ---------------- | ---------------------- |
| 1  | Worcester     | Worcester           | 33,3             | 98 700                 |
| 2  | Malvern Hills | Malvern             | 577,1            | 74 700                 |
| 3  | Wyre Forest   | Stourport-on-Severn | 195,4            | 98 000                 |
| 4  | Bromsgrove    | Bromsgrove          | 217,0            | 93 700                 |
| 5  | Redditch      | Redditch            | 54,3             | 84 300                 |
| 6  | Wychavon      | Pershore            | 663,5            | 117 100                |

## Politique
Le Worcestershire comprend six circonscriptions électorales :
| Nom | Nom                 | Nombre d'électeurs (2010) | Député                                |
| --- | ------------------- | ------------------------- | ------------------------------------- |
|     | Bromsgrove          | 68 443                    | Sajid Javid (Parti conservateur)      |
|     | Mid Worcestershire  | 69 351                    | Nigel Huddleston (Parti conservateur) |
|     | Redditch            | 64 501                    | Karen Lumley (Parti conservateur)     |
|     | West Worcestershire | 71 373                    | Harriett Baldwin (Parti conservateur) |
|     | Worcester           | 71 601                    | Robin Walker (Parti conservateur)     |
|     | Wyre Forest         | 75 563                    | Mark Garnier (Parti conservateur)     |

## Emblèmes
Le 6 avril 2013, le Worcestershire a adopté officiellement un drapeau conçu par Elaine Truby, une habitante du comté. Le drapeau est vert, avec deux bandes ondulées horizontales de bleu, accompagné par un écu d'argent chargé avec trois poires noires. Le vert représente la terre du comté ; le bleu, les rivières ; les poires noires sont un emblème associé au comté, où elles sont supposées avoir été introduites par les Romains,.